# Macromitrium schmidii
Macromitrium schmidii är en bladmossart som beskrevs av C. Müller 1853. Macromitrium schmidii ingår i släktet Macromitrium och familjen Orthotrichaceae. Inga underarter finns listade i Catalogue of Life.